# Museo Vasco del Ferrocarril
El Museo Vasco del Ferrocarril, ubicado en la estación, cocheras y talleres del antiguo ferrocarril del Urola en la población guipuzcoana de Azpeitia en el País Vasco, España, es una dependencia de la compañía ferroviaria Euskotren, dependiente de la Gobierno Vasco. 
El museo recoge una amplia muestra de material ferroviario de todo tipo, destacando el móvil, así como documentación y bibliografía sobre el ferrocarril y su historia en el País Vasco.

## Características

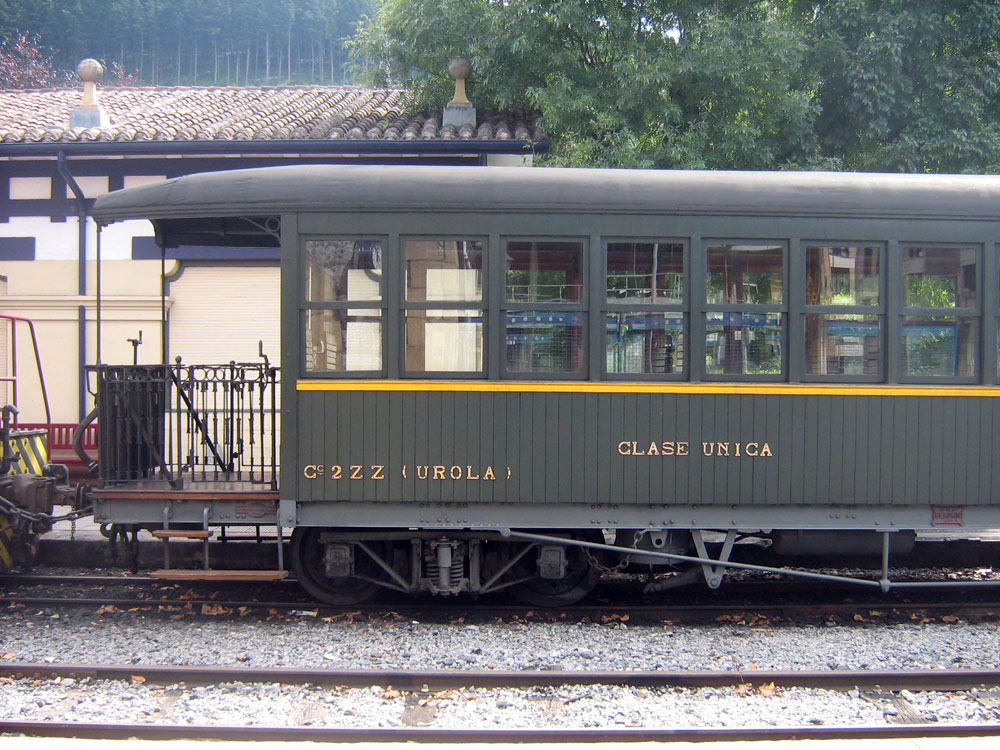
Una de las piezas de la colección del museo

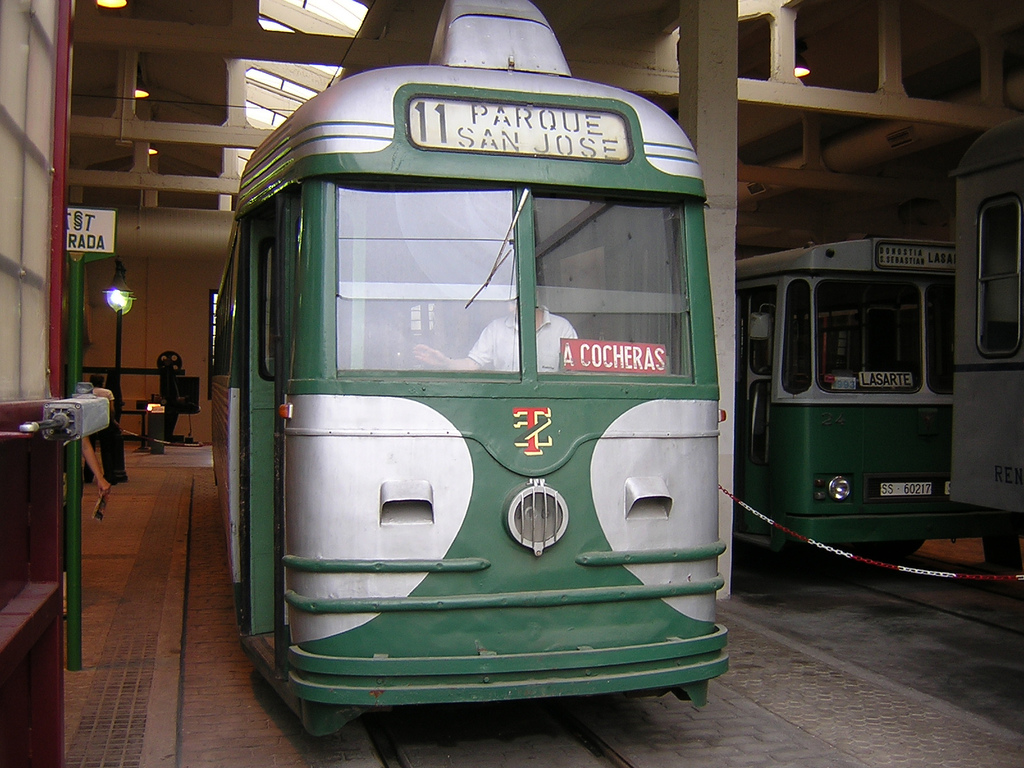
Tranvía de Zaragoza

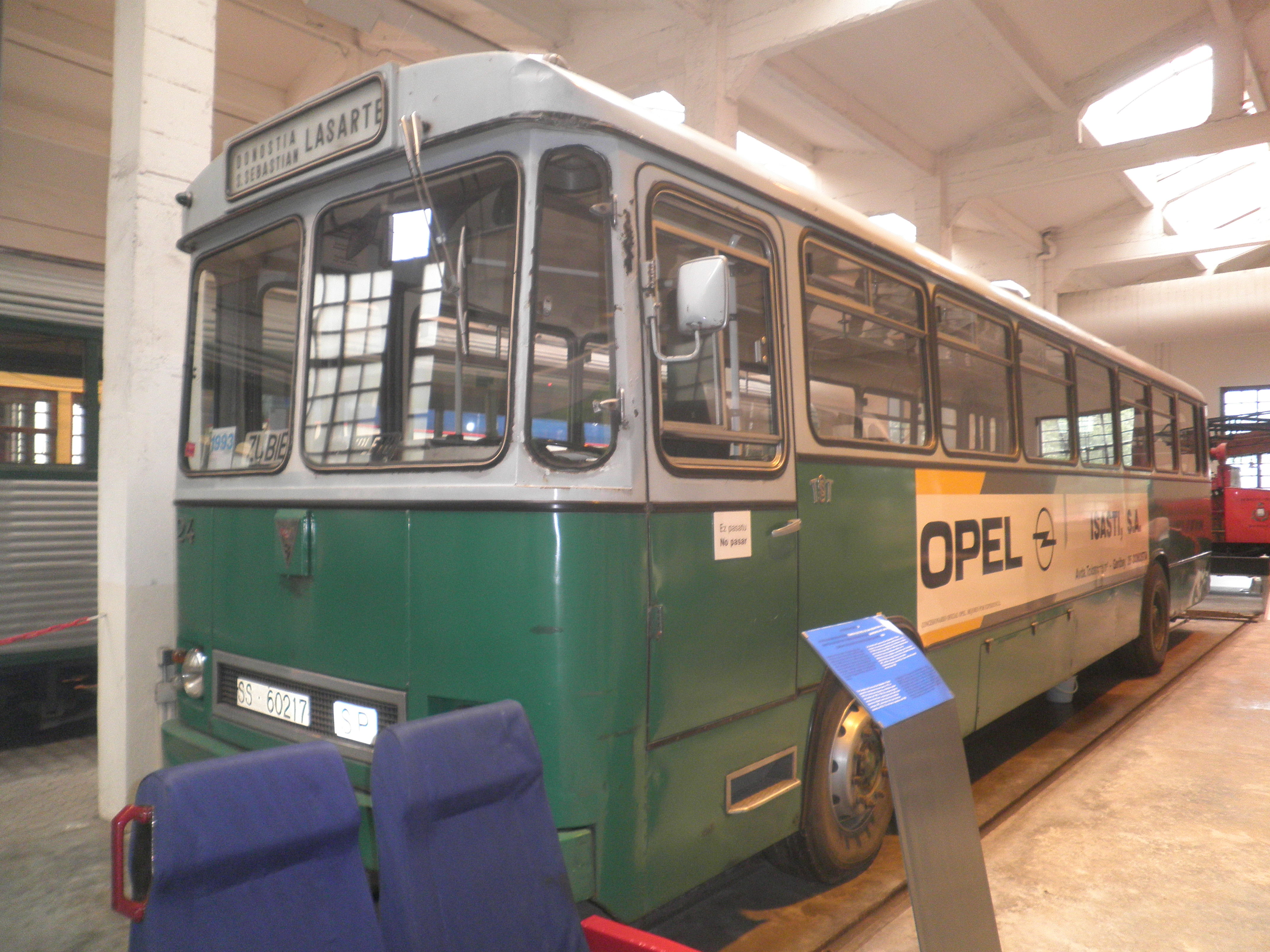
Autobús Barreiros de TSST

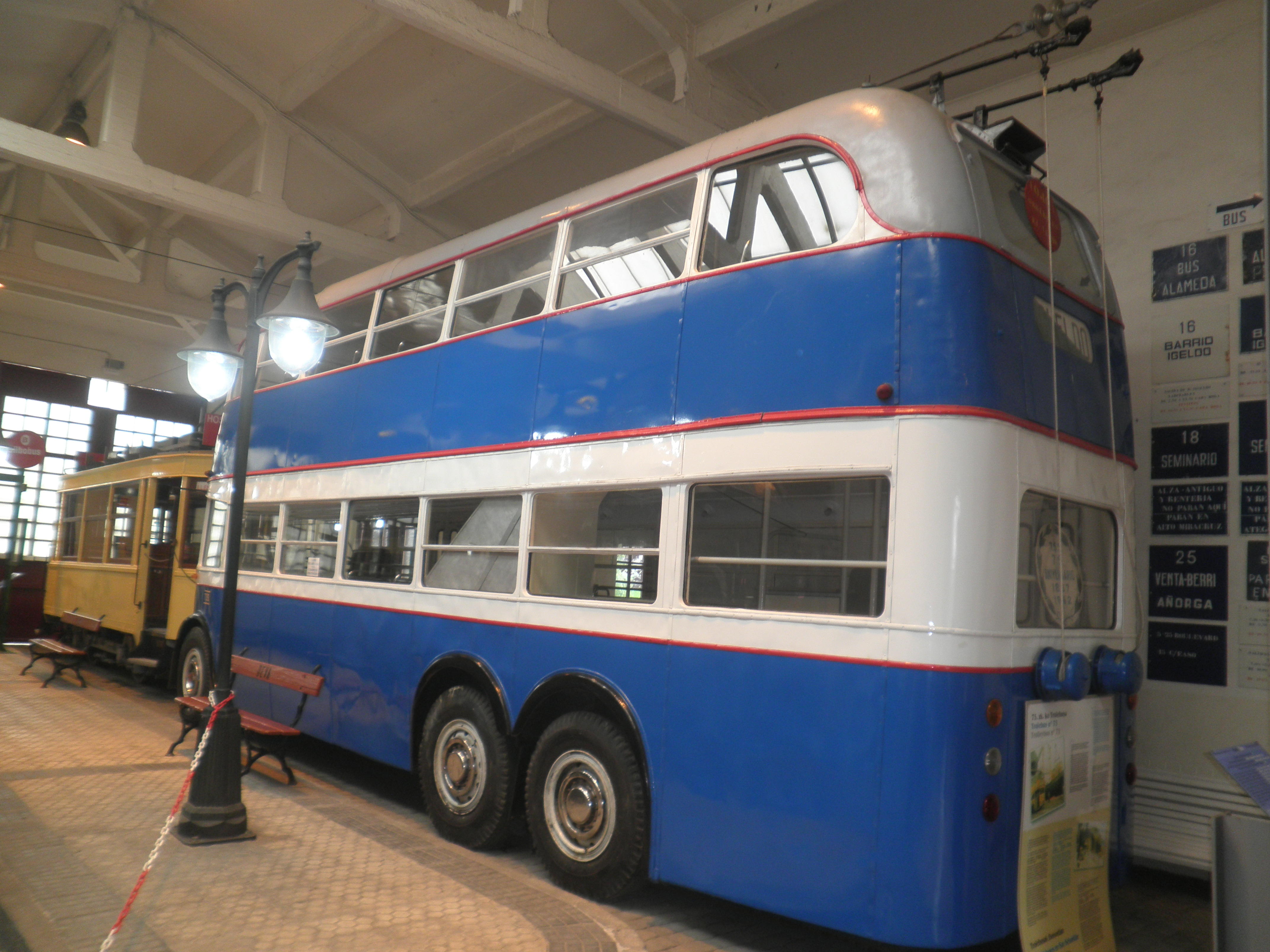
Trolebús BUT de CTSS

Las instalaciones del Ferrocarril del Urola, uno de los primeros ferrocarriles eléctricos de España y que se mantuvo prácticamente sin modificaciones significativas en su estructura y material rodante desde su inauguración en 1926 hasta su cierre, dejó de dar servicio en 1986 y fue definitivamente clausurado en 1988, pasaron a convertirse en museo. Se recogió material proveniente de las muchas líneas ferroviarias que surgieron a principios del siglo XX y se cerraron en la última parte del mismo en toda la geografía vasca. El museo se creó en 1992 y se abrió al público en 1994 bajo el impulso del historiador del ferrocarril Juanjo Olaizola Elordi, quien ejerció de director desde su fundación hasta el año 2010.  En el año 2011 cambia la forma de gestión del mismo pasando a depender de una fundación, la "Fundación del Museo Vasco del Ferrocarril" (Burdinbidearen Euskal Museoaren Fundazioa), dirigida por la historiadora Maitane Ostolaza. En 2014 esta forma de gestión es revertida, siendo el Museo gestionado por EuskoTren, de nuevo con Juanjo Olaizola Elordi al frente. 
Guarda en su colección, además del material móvil, diverso material relacionado con el ferrocarril, como relojes, uniformes, juguetes antiguos, máquinas-herramienta, faroles, placas, etc. En cuanto a material móvil, es el museo español que mayor número de locomotoras de vapor ha llegado a tener operativas a la vez. Apoyándose en ello y en un grupo de voluntarios (la Asociación de Amigos del Museo Vasco del Ferrocarril), el museo organiza de forma regular viajes en locomotora de vapor y coches históricos sobre un recorrido de 5km de la antigua línea de ferrocarril del Urola, entre las estaciones de Azpeitia y Lasao.
Los talleres de mantenimiento del ferrocarril del Urola permanecen en el mismo estado que cuando se cerró el mismo, lo que les ha convertido en los únicos talleres mecánicos que se conservan desde principios del siglo XX.
El museo también preserva otros vehículos no ferroviarios. Entre otros, la colección consta de un camión de bomberos Magirus (1922) de la ciudad de San Sebastián, un autobús Barreiros (1964) de la Compañía del Tranvía de San Sebastián a Tolosa (TSST), un trolebús BUT (1948) con decoración de la Compañía del Tranvía de San Sebastián y un autobús Hispano Carrocera (1991) de Bilbobus con su esquema de pintura original.